# Игл-Лейк (тауншип, Миннесота)
Игл-Лейк (англ. Eagle Lake) — тауншип в округе Оттер-Тейл, Миннесота, США. На 2000 год его население составило 367 человек.

## География
По данным Бюро переписи населения США площадь тауншипа составляет 93,3 км², из которых 82,5 км² занимает суша, а 10,8 км² — вода (11,55 %).

## Демография
По данным переписи населения 2000 года здесь находились 367 человек, 152 домохозяйства и 112 семей.  Плотность населения —  4,4 чел./км².  На территории тауншипа расположено 348 построек со средней плотностью 4,2 построек на один квадратный километр. Расовый состав населения: 99,73 % белых и 0,27 % приходится на две или более других рас. Испанцы или латиноамериканцы любой расы составляли 0,27 % от популяции тауншипа. 53,8 % населения составляли норвежцев, 20,1 % немцы и 10,8 % шведов по данным переписи населения 2000 года.
Из 152 домохозяйств в 28,3 % воспитывались дети до 18 лет, в 67,8 % проживали супружеские пары, в 4,6 % проживали незамужние женщины и в 26,3 % домохозяйств проживали несемейные люди. 25,0 % домохозяйств состояли из одного человека, при том 8,6 % из — одиноких пожилых людей старше 65 лет. Средний размер домохозяйства — 2,41, а семьи — 2,88 человека.
25,9 % населения — младше 18 лет, 3,5 % — в возрасте от 18 до 24 лет, 20,2 % — от 25 до 44, 33,0 % — от 45 до 64, и 17,4 % — старше 65 лет. Средний возраст — 45 лет. На каждые 100 женщин приходилось 107,3 мужчин.  На каждые 100 женщин старше 18 приходилось 103,0 мужчин.
Средний годовой доход домохозяйства составлял 31 875 долларов, а средний годовой доход семьи —  39 583 доллара. Средний доход мужчин —  26 750  долларов, в то время как у женщин — 20 833. Доход на душу населения составил 15 792 доллара. За чертой бедности находились 12,6 % семей и 12,4 % всего населения тауншипа, из которых 11,6 % младше 18 и 29,1 % старше 65 лет.